# 五星饗魘
是一部2022年美國黑色喜劇驚悚片，由馬克·梅羅德執導，塞斯·瑞斯和威爾·崔西共同撰寫劇本。主演包括安雅·泰勒-喬伊、尼可拉斯·霍特、雷夫·范恩斯、周洪、約翰·李古查摩、珍妮特·麥克蒂爾、茱蒂絲·萊特、里德·伯尼、楊羅布和艾梅·卡莉羅。故事講述美食愛好者泰勒與女伴瑪格光顧名廚朱利安·史洛威克經營的高級餐廳「霍桑」品嘗高級饗宴，卻連同其他顧客被捲入史洛威克精心安排的驚悚陷阱之中。
《五星饗魘》2022年9月10日在第47屆多倫多國際影展首映，由探照燈影業排定於2022年11月18日美國上映。電影在影評界獲得普遍正面的評價，影評家稱譽劇本、導演、製作設計和演員的表現。安雅·泰勒-喬伊與雷夫·范恩斯更因為在該片的表現入圍第80屆金球獎音樂類或喜劇類最佳女主角和最佳男主角。

## 劇情
泰勒是名廚朱利安·史洛威克的仰慕者，這天他帶着隨行的女伴瑪格乘船前往史洛威克在私人島嶼經營的高級餐廳「霍桑」，出席晚宴的賓客除了泰勒和瑪格以外，還有美食評論家莉莉安·布魯與前者的編輯泰德、富裕的常客夫妻理查與安妮、過氣的電影明星演員喬治和助理費莉西蒂、科技商業合夥人索倫、戴夫、布萊斯，以及史洛威克長年酗酒的母親琳達。餐廳領班艾莎帶領眾人遊覽該島，期间發現瑪格並非泰勒指名的客人。
待眾人就座，史洛威克與工作人員逐一呈上料理，同時向眾人說明料理背後的概念。眾人用餐期間，瑪格對多數賓客執着於史洛威克的高價位餐點感到不解，但隨着用餐行程的進行與史洛威克的獨白，整場活動逐漸變得更加令人不安和暴力：先是賓客們發現送來的墨西哥薄餅，烙印着各自不欲人知的秘密，接着在史洛威克的命令下，景仰追隨史洛威克的餐廳副廚傑瑞米為了完成拼盤主題吞槍自盡，艾莎還切斷了試圖逃跑的理查的手指。史洛威克當眾道出餐廳的主要投資人道格·維茲克刁難他的事蹟，讓維茲克被綁上天使造型的翅膀與鋼索、垂入海裡溺水身亡。餐廳廚師凱薩琳向眾人坦白曾遭史洛威克職場性騷擾的往事，當面持利剪刺傷史洛威克的大腿，但在莉莉安有意為她安排別條出路時婉拒對方的好意，還透露自己是向史洛威克出策除掉所有人員的角色。史洛威克給所有男性客人45秒的時間逃離現場，隨即派遣工作人員將男性客人們送回餐廳裡，同時將做為獎勵的招待餐點給最後被發現的人。史洛威克宣布所有客人都是被他特意選中的人，因為這些人群不是導致他失去了對他的手藝的熱情，就是以剝削像他這樣的工匠的作品為生，他還宣稱今晚將以所有人死去而告終。但由於瑪格的出席出乎史洛威克的計劃之外，史洛威克私底下與瑪格晤談，讓瑪格選擇與工作人員或客人一起死去。
稍後史洛威克轉向泰勒，透露泰勒是親自受邀，而且很清楚這場晚宴將以在座的所有賓客全數死去劃下句點。實際上，瑪格的真實身分是受聘於泰勒的應召女艾倫，而泰勒以她来替代已经分手的女伴出席晚宴，很清楚她會遭遇不測。得知真相的瑪格怒而向泰勒大打出手。史洛威克藉着強迫泰勒在客人和員工面前製作餐點，進一步羞辱泰勒，然後逼迫泰勒在附近的儲藏室上吊自殺。史洛威克認為艾倫屬於員工，並讓她去拿一個做甜點所需的桶，聲稱艾莎忘記了這件事。
潛入房子裡的艾倫發現屋裡有和「霍桑」完全相同的空間，但被憤怒且懼於自己被取替的艾莎襲擊，艾倫出於自衛刺向她的脖子将其殺死。她在史洛威克裝飾簡陋的辦公室裡，看見他過去生活的剪報，隨即找到一台通信接收机向外界求助，再返回餐廳。一名海岸警衛隊成員戴爾從他的船上抵達，給餐廳裡的賓客們帶來希望。喬治見戴爾聲稱曾經看過他出演的電影，藉着戴爾請求簽名的機會將求救字條遞給他。看到字条的戴爾举槍指着史洛威克，但他随后却用这把「枪」给一旁的蜡烛点火。原来戴爾也是史洛威克的手下，他换上廚師制服後就返回廚房，这让众宾客再度心灰意冷。
史洛威克有鑑於艾倫的背叛行為，當場宣布她被歸類成客人的行列，但艾倫對史洛威克的餐點感到不以為然，不但公然指稱史洛威克失去製作餐點的熱忱與喜悅，造成餐點欠缺愛與溫度，還抱怨她依旧很餓。艾倫因為先前待在史洛威克的辦公室期間，曾經看過一張年輕時期的史洛威克洋溢着笑容、在速食店工作的照片，於是向史洛威克點了五分熟起司漢堡與波浪薯條，而且還強調是一份不搞任何花招、做法傳統的起司漢堡。史洛威克被她簡單的要求所感動，欣然同意按照她的要求準備餐點，艾倫嚐了一口後稱讚食物的美味，從口袋掏出錢放在桌上，詢問她可否外帶，史洛威克為她打包好食物，讓她離開。艾倫離開餐廳後，發動了戴爾停靠在岸邊的船逃離該島。
鏡頭切換回餐廳，史洛威克為剩餘的賓客們披上棉花糖製成的外套和巧克力製成的帽子，以此向棉花糖脆餅致敬。他感嘆自己與所有在場人士鑄成這一切錯誤，隨後他點火引燃餐廳，與餐廳裡的所有員工和賓客同歸於盡，完成了这场晚宴。倖免於難的艾倫則在船上目擊「霍桑」被大火吞噬的瞬間，頓時震驚不已，隨後她轉身吃着史洛威克為她打包的起司漢堡。

## 演員
- 安雅·泰勒-喬伊 飾演 瑪格·米爾斯 / 艾倫（Margot Mills / Erin），女主角，陪同泰勒出席的應召女郎，最先察覺「霍桑」扭曲性質的人。
- 尼可拉斯·霍特 飾演 泰勒·萊德福（Tyler Ledford），美食愛好者，史洛威克的美食迷兼瑪格的客戶。
- 雷夫·范恩斯 飾演 朱利安·史洛威克主廚（Chef Julian Slowik），「霍桑」的主廚，重視儀式感但對手藝失去熱情。
- 周洪 飾演 艾莎（Elsa），餐廳領班和史洛威克的得力助手。
- 約翰·李古查摩 飾演 喬治·迪亞茲（George Díaz），擔任節目主持者的過氣電影明星。
- 珍妮特·麥克蒂爾 飾演 莉莉安·布魯（Lillian Bloom），美食評論家，讓史洛威克成名的初期擁護者。
- 茱蒂絲·萊特（英语：Judith Light） 飾演 安·李布蘭（Anne Liebbrandt），「霍桑」的常客兼理查的妻子。
- 里德·伯尼 飾演 理查·李布蘭（Richard Liebbrandt），「霍桑」的常客兼安妮的丈夫。
- 羅伯·楊（英语：Rob Yang） 飾演 布萊斯（Bryce），科技企業投資者。
- 艾梅·卡莉羅 飾演 費莉西蒂（Felicity），喬治的助理兼女友。
- 保羅·阿德爾施泰因 飾演 泰德（Ted），莉莉安的編輯。
- 阿圖羅·卡斯特羅（英语：Arturo Castro (Guatemalan actor)） 飾演 索倫（Soren），狡猾的科技企業高管。
- 馬克·聖·西爾（Mark St. Cyr）飾演戴夫（Dave），科技企業投資者
- 蕾貝卡·庫恩（Rebecca Koon）飾演琳達·史洛威克（Linda Slowik），史洛威克的酗酒母親。
- 亞當·艾爾德克斯（Adam Aalderks） 飾演 傑瑞米·勞登（Jeremy Louden），景仰史洛威克的男副廚。
- 克莉絲汀娜·布魯卡托 飾演 凱薩琳·凱勒（Katherine Keller），忍受史洛威克職權騷擾的女副廚。
- 麥特·康威爾（Matthew Cornwell） 飾演 戴爾（Deil），假扮成海岸警衛隊軍官的副廚師長。
- 彼得·格羅茲（英语：Peter Grosz） 飾演 侍酒師

## 製作
2019年4月，宣布艾瑪·史東和雷夫·范恩斯將出演由亞歷山大·潘恩執導的電影《五星饗魘》（The Menu）。2020年5月，探照燈影業獲得該片的發行權，而史東和潘恩因檔期衝突退出電影，該片改由馬克·梅羅德執導。2021年6月，據報導安雅·泰勒-喬伊為替代史東出演電影進行洽談。2021年7月，泰勒-喬伊確認出演電影，而周洪和尼可拉斯·霍特加入演員陣容。2021年9月，約翰·李古查摩、珍妮特·麥克蒂爾、茱蒂絲·萊特、里德·伯尼、楊羅布和艾梅·卡莉羅加入演員陣容。

### 拍攝
主體拍攝於2021年9月3日在薩凡納開始進行。

## 發行
《五星饗魘》定於2022年11月18日美國上映。

## 評價
《五星饗魘》在影評界獲得正面為主的評價，根据評論匯總网站爛番茄汇总的247篇评论文章，89%的评论家给予该作正面评价，平均打分为7.6分（满分10分），網站共識評價寫道：「雖然它的社會評論依賴於基本成分，但是《五星饗魘》提供的黑色喜劇風味十足。」，Metacritic根據45條專業評論，獲得總計71/100的加權平均分數，代表「普遍好評」。觀眾評價方面，接受問卷調查的觀眾在A+至F的評分範圍，給予本片的平均分數是「B」級，PostTrak問卷顯示78%的受訪觀眾給予本片正面評價, 其中52%的觀眾表示會推薦本片。

## 主題與解讀
《視與聽》的影評家安東·彼特爾（英語：Anton Bitel）在影評文章裡稱，本片為馬克·梅羅德對階級權利的敏銳觀察分層，但同時和藝術本身有關：這其中包含藝術的構思和艱辛，通常是痛苦的創作、它的接受和批評，它的商品化和剝削，電影裡涵蓋的藝術不限於片中史洛威克與餐廳裡的工作人員，還有馬克·梅羅德的電影，兩者講述的故事都會同時讓藝術家和觀眾接受評判。安東寫道，史洛威克仔細研究了他的所有客人，並在他的菜單上量身定制了每一道菜餚，使其成為挑釁、對抗和生死攸關的教訓，既會刺痛他們的良心，也會挑逗他們的味覺。然而臨時被泰勒邀來的瑪格，反而是一個未知數，而且對史洛威克精心設計的流程有抵禦能力，這使得史洛威克很快就開始了解瑪格到底是誰，以及她在他餐桌上的合適位置，史洛威克在劇裡對社會不平等、不良品味、殘酷批評、烹飪自負甚至「快餐」電影的慢火報復令人不安與帶有譴責之意，像是《中產階級拘謹的魅力》、《廚師、大盜，他的妻子和她的情人》、《瘋狂富作用》精英用餐場面的擴展版，但同時出人意料地融入像《料理鼠王》多愁善感的元素，總結電影是講述關於人性的險惡故事，讓幾乎所有參予其中的人們得到應得的代價。
《Screen Rant》的德魯夫·夏瑪（英語：Dhruv Sharma）撰文分析，電影裡呈現史洛威克的精英顧客們如何對食物一無所知，只是在「霍桑」吹噓他們的社會地位：例如理查和妻子在那裡吃飯，是因為他們沒有比花錢更好的事情；美食評論家莉莉安對她的食物給出了盲目的比喻，卻很少關心這個行業員工的生計；布萊斯和他的商務夥伴似乎對烹飪藝術一無所知，卻膽敢威脅斯洛維克和他的員工；電影明星只是令人沮喪地反映了史洛威克無法忠於自己的藝術；更糟的是，泰勒被證明是一個自負的社交媒體美食家，他在不了解其準備背後的努力的情況下，大聲喊出每種料理的成分，從而貶低了廚師的料理。史洛威克藉由他的料理，將他的憤怒和挫敗感投射到他不經意的客人身上，但當他親切地為瑪格（艾倫）準備起司漢堡時，反而做出了令人驚訝之外的特例，這即是起司漢堡在電影裡的含意，當瑪格（艾倫）試圖利用通信接收機對外求救，但揭露趕來的海上警備隊員其實是史洛威克的餐廳員工、導致眾賓客陷入絕望時，瑪格（艾倫）向史洛威克點了原本不在菜單上的起司漢堡，史洛威克則出乎所有人的意料，依照她的要求，為她準備了一個芝士漢堡，並熱切地等待她的反饋，甚至還允許瑪格（艾倫）在他準備燒毀「霍桑」前離開，這表明漢堡的意義遠不止於此。
德魯夫·夏瑪亦解析道，電影中瑪格（艾倫）潛入史洛威克標示禁止入內的房間，發現史洛威克過往在速食店獲頒月度最佳員工獎的照片，掛著開朗無憂的笑容，成為圍繞史洛威克動機的最後一塊拼圖，原因是它揭示了史洛威克在烹飪界出身卑微。但是隨著時間推移，史洛威克逐漸斬獲頭角，獲得為精英們烹飪的機會，當他開始迎合富人的需求時，為顧客製作漢堡的激情和滿足感發生了嚴峻的轉變。瑪格（艾倫）最終與廚師意見一致，並意識到史洛威克渴望獲得早期烹飪工作中的滿足感，為此她將線索連繫起來，向史洛威克點了起司漢堡，這是因為她知道這會讓史洛威克想起他真正享受烹飪的時光，史洛威克則如同預期那般，全心全意地為她準備了一個起司漢堡，因為他認為這是一個自我救贖的機會，可以彌補他為上流社會做的所有無情的料理。當瑪格（艾倫）吃下並讚美漢堡的滋味時，史洛威克終於感到自豪和滿足，因為他明白她不像其他人那樣，只是為了吃和讚美他的食物。瑪格（艾倫）在前幾道料理反抗史洛威克，幾乎沒有動用餐桌上的料理，證明她不屬於那裡，點起司漢堡與薯條的舉動，同時證明她僅是渴望一頓充飢的大餐，從而讓她在史洛威克的餐廳脫穎而出，也讓主廚史洛威克得到了他渴望已久的滿足感。

## 獎項
| Award                                       | Date of ceremony  | Category                                                                                     | Recipient(s)                                                                  | Result    | 參考來源                    |
| ------------------------------------------- | ----------------- | -------------------------------------------------------------------------------------------- | ----------------------------------------------------------------------------- | --------- | --------------------------- |
| 美國電影協會獎                              | 2023年3月5日      | 最佳剪輯劇情片 - 喜劇或音樂劇                                                                | 克理斯多弗·泰勒夫森                                                           | 提名      | [ 22 ]                      |
| 美國演員協會 阿蒂奧斯獎                     | 2023年3月9日      | 大預算獎 喜劇類                                                                              | Mary Vernieu, Bret Howe, Lisa Mae Fincannon, Kimberly Wistedt & Becca Burgess | 提名      | [ 23 ] [ 24 ]               |
| 哥倫布影評人協會                            | January 5, 2023   | 最佳影片獎                                                                                   | 五星饗魘                                                                      | 第九名    | [ 25 ] [ 26 ]               |
| 哥倫布影評人協會                            | January 5, 2023   | 最佳領銜表演獎                                                                               | 雷夫·范恩斯                                                                   | 提名      | [ 25 ] [ 26 ]               |
| 哥倫布影評人協會                            | January 5, 2023   | 年度最佳演員獎                                                                               | 周洪 (for The Menu & The Whale)                                               | Runner-up | [ 25 ] [ 26 ]               |
| 哥倫布影評人協會                            | January 5, 2023   | 年度最佳演員獎                                                                               | 安雅·泰勒-喬伊 (for Amsterdam, The Menu & The Northman)                       | 提名      | [ 25 ] [ 26 ]               |
| 哥倫布影評人協會                            | January 5, 2023   | 突破電影藝術家獎                                                                             | 周洪 (出演《五星饗魘》 、 《我的鯨魚老爸》: 演出表現)                         | 提名      | [ 25 ] [ 26 ]               |
| 哥倫布影評人協會                            | January 5, 2023   | 最佳原創劇本獎                                                                               | Seth Reiss & Will Tracy                                                       | 提名      | [ 25 ] [ 26 ]               |
| 哥倫布影評人協會                            | January 5, 2023   | 弗蘭克·加布倫亞最佳喜劇獎（Frank Gabrenya Award for Best Comedy）                            | 五星饗魘                                                                      | 提名      | [ 25 ] [ 26 ]               |
| Template:Link-en評論家超級選擇獎            | 2023年3月16日     | 最佳恐怖片演員獎                                                                             | 雷夫·范恩斯                                                                   | 獲獎      | [ 27 ]                      |
| 多里安獎                                    | 2023年2月23日     | 最佳無名電影獎                                                                               | 五星饗魘                                                                      | 提名      | [ 28 ] [ 29 ]               |
| 美國電影編輯協會 編輯獎                     | 2023年3月5日      | 最佳剪輯電影獎(喜劇，音樂劇類)                                                               | 克理斯多弗·泰勒夫森                                                           | 提名      | [ 30 ] [ 31 ]               |
| 方格利亞電鋸獎                              | 2023年5月21日     | 最佳劇本獎                                                                                   | Seth Reiss & Will Tracy                                                       | 提名      | [ 32 ]                      |
| 奇幻電影節                                  | 2023年9月27日     | 觀眾獎                                                                                       | 五星饗魘                                                                      | 獲獎      | [ 33 ]                      |
| 喬治亞影評人協會                            | 2023年1月13日     | Oglethorpe Award for Excellence in Georgia Cinema                                            | Mark Mylod, Seth Reiss, Will Tracy                                            | 亚军      | [ 34 ]                      |
| 金球獎                                      | 2023年1月10日     | 最佳電影男主角 - 音樂或喜劇                                                                  | 雷夫·范恩斯                                                                   | 提名      | [ 35 ] [ 36 ]               |
| 金球獎                                      | 2023年1月10日     | 最佳電影女主角 - 音樂或喜劇                                                                  | 安雅·泰勒-喬伊                                                                | 提名      | [ 35 ] [ 36 ]               |
| 夏威夷影評人協會獎                          | January 13, 2023  | 最佳影片獎                                                                                   | 五星饗魘                                                                      | 提名      | [ 37 ] [ 38 ] [ 39 ]        |
| 夏威夷影評人協會獎                          | January 13, 2023  | 最佳男演員獎                                                                                 | 雷夫·范恩斯                                                                   | 提名      | [ 37 ] [ 38 ] [ 39 ]        |
| 夏威夷影評人協會獎                          | January 13, 2023  | 最佳女演員獎                                                                                 | 安雅·泰勒-喬伊                                                                | 提名      | [ 37 ] [ 38 ] [ 39 ]        |
| 夏威夷影評人協會獎                          | January 13, 2023  | 最佳原創劇本獎                                                                               | Seth Reiss & Will Tracy                                                       | 提名      | [ 37 ] [ 38 ] [ 39 ]        |
| 好萊塢影評人協會                            | 2023年2月24日     | 最佳喜劇片                                                                                   | 五星饗魘                                                                      | 提名      | [ 40 ] [ 41 ]               |
| 好萊塢影評人協會                            | 2023年2月24日     | 最佳原創劇本                                                                                 | Seth Reiss & Will Tracy                                                       | 提名      | [ 40 ] [ 41 ]               |
| 好萊塢影評人協會創意藝術獎                  | 2023年2月24日     | 最佳選角導演                                                                                 | Mary Vernieu and Bret Howe                                                    | 提名      | [ 42 ] [ 43 ] [ 44 ]        |
| 好萊塢傳媒音樂大獎                          | 2022年11月16日    | 最佳原創音樂獎 恐怖片                                                                        | Colin Stetson                                                                 | 提名      | [ 45 ]                      |
| 國際電影樂評人協會獎（IFMCA Awards）        | 2023年2月23日     | Best Original Score for a Horror/Thriller Film                                               | Colin Stetson                                                                 | 提名      | [ 46 ] [ 47 ] [ 48 ]        |
| Indiana Film Journalists Association Awards | December 19, 2022 | Best Original Screenplay                                                                     | Seth Reiss & Will Tracy                                                       | 提名      | [ 49 ] [ 50 ]               |
| Indiana Film Journalists Association Awards | December 19, 2022 | Best Supporting Performance                                                                  | Ralph Fiennes                                                                 | 提名      | [ 49 ] [ 50 ]               |
| 倫敦影評人協會                              | 2023年2月5日      | 年度最佳英國/愛爾蘭演員演出獎London Film Critics' Circle Award for British Actor of the Year | 雷夫·范恩斯                                                                   | 提名      | [ 51 ]                      |
| Make-Up Artists and Hair Stylists Guild     | February 11, 2023 | Best Contemporary Make-Up in a Feature-Length Motion Picture                                 | Deborah LaMia Denaver, Mazena Puksto, Donna Cicatelli, Deb Rutherford         | 提名      | [ 52 ]                      |
| Make-Up Artists and Hair Stylists Guild     | February 11, 2023 | Best Contemporary Hair Styling in a Feature-Length Motion Picture                            | Adruitha Lee, Monique Hyman, Kate Loftis, Barbara Sanders                     | 提名      | [ 52 ]                      |
| 北德克薩斯州影評人協會獎                    | December 19, 2022 | Gary Murray Award (Best Ensemble)                                                            | 五星饗魘                                                                      | 獲獎      | [ 53 ] [ 54 ] [ 55 ] [ 56 ] |
| 北德克薩斯州影評人協會獎                    | December 19, 2022 | 最佳影片獎                                                                                   | 五星饗魘                                                                      | 提名      | [ 53 ] [ 54 ] [ 55 ] [ 56 ] |
| 北德克薩斯州影評人協會獎                    | December 19, 2022 | 最佳男演員獎                                                                                 | 雷夫·范恩斯                                                                   | 提名      | [ 53 ] [ 54 ] [ 55 ] [ 56 ] |
| 線上女性影評人協會獎                        | December 20, 2022 | Best Acting Ensemble                                                                         | 五星饗魘                                                                      | 提名      | [ 57 ] [ 58 ]               |
| Portland Critics Association Awards         | January 16, 2023  | Best Ensemble Cast                                                                           | 五星饗魘                                                                      | 提名      | [ 60 ] [ 61 ] [ 62 ]        |
| 聖地牙哥影評人協會                          | 2023年1月6日      | 最佳演員                                                                                     | 雷夫·范恩斯                                                                   | 提名      | [ 63 ]                      |
| 聖地牙哥影評人協會                          | 2023年1月6日      | Best Original Screenplay                                                                     | Seth Reiss & Will Tracy                                                       | 提名      | [ 63 ]                      |
| 聖地牙哥影評人協會                          | 2023年1月6日      | Best Ensemble                                                                                | 五星饗魘                                                                      | 提名      | [ 63 ]                      |
| 衛星獎                                      | March 3, 2023     | Best Actor in a Motion Picture – Comedy or Musical                                           | 雷夫·范恩斯                                                                   | 提名      | [ 64 ]                      |
| St. Louis Gateway Film Critics Association  | December 18, 2022 | Best Original Screenplay                                                                     | Seth Reiss & Will Tracy                                                       | 提名      | [ 65 ]                      |
| 日落影評圈協會（Sunset Film Circle Awards） | November 29, 2022 | Best Supporting Actress                                                                      | 周洪 ( 《五星饗魘》 & 《我的鯨魚老爸》)                                       | 提名      | [ 68 ] [ 69 ] [ 70 ]        |
| 日落影評圈協會（Sunset Film Circle Awards） | November 29, 2022 | 最佳影片                                                                                     | 五星饗魘                                                                      | 提名      | [ 68 ] [ 69 ] [ 70 ]        |
| 日落影評圈協會（Sunset Film Circle Awards） | November 29, 2022 | Best Ensemble                                                                                | 五星饗魘                                                                      | 提名      | [ 68 ] [ 69 ] [ 70 ]        |
| 日落影評圈協會（Sunset Film Circle Awards） | November 29, 2022 | Best Screenplay                                                                              | Seth Reiss & Will Tracy                                                       | Runner-up | [ 68 ] [ 69 ] [ 70 ]        |
| Writers Guild of America Awards             | March 5, 2023     | Best Original Screenplay                                                                     | Seth Reiss & Will Tracy                                                       | 提名      | [ 71 ]                      |

## 備註
1. ↑  根據史洛威克在墨西哥薄餅的圖案和顧客們和艾莎的對話，莉莉安因為給評比的餐廳撰寫負評，導致餐廳倒閉；理查曾背著妻子安妮私底和瑪格交易；喬治演出了評價負面的電影；泰勒未經同意拍攝史洛威克的料理；索倫、戴夫、布萊斯的墨西哥薄餅則印上三者的作假交易紀錄。
2. ↑  另外史洛威克聲稱自己會找上喬治，是因為在休假期間剛好看見喬治出演的差片。

## 外部連結
- 互联网电影数据库（IMDb）上《五星饗魘》的资料（英文）